# Eburiomorpha
Eburiomorpha is een kevergeslacht uit de familie van de boktorren (Cerambycidae). De wetenschappelijke naam van het geslacht werd voor het eerst geldig gepubliceerd in 1935 door Fisher.

## Soorten
Eburiomorpha is monotypisch en omvat slechts de volgende soort:
- Eburiomorpha guttata Fisher, 1935